# 猩红膨大海葵
猩红膨大海葵（学名：Stomphia coccinea）为甲胄海葵科膨大海葵属的动物。分布于日本、太平洋沿海以及渤海等，常附着于岩石上。